# Jeff Denham
Pour les articles homonymes, voir Denham.
Jeffrey John Denham, dit Jeff Denham, né le 29 juillet 1967 à Hawthorne (Californie), est un homme politique américain, membre du Parti républicain et élu de Californie à la Chambre des représentants des États-Unis de 2011 à 2019.

## Biographie

### Jeunesse et débuts en politique
Jeff Denham est né à Hawthorne, dans le comté de Los Angeles. Il s'engage dans la United States Air Force de 1984 à 1988, année où il devient réserviste. Après l'armée, il étudie au Victor Valley College (en) puis à l'université d'État polytechnique de Californie.
En 2000, il obtient l'investiture républicaine pour l'Assemblée de l'État de Californie mais est battu lors de l'élection générale. Deux ans plus tard, il est élu au Sénat californien dans le 12e district sénatorial qui s'étend sur les comtés de Madera, Merced, Monterey, San Benito et Stanislaus,. Il est facilement réélu pour un second mandat en 2006. En 2008, après son refus de voter le budget de l'État, il fait l'objet d'un référendum révocatoire qu'il remporte largement. Après deux mandats, il ne peut pas se représenter au Sénat en 2010.

### Représentant des États-Unis
Début 2009, Denham pense se présenter au poste de lieutenant-gouverneur de Californie puis à l'Assemblée de Californie. Cependant, lorsque le représentant George Radanovich (en) dévoile en décembre 2009 son intention de ne pas briguer de nouveau mandat, il annonce soutenir Denham pour lui succéder à la Chambre des représentants des États-Unis. Le 19e district est favorable aux républicains, ayant voté pour George W. Bush en 2004 et John McCain en 2008. Denham remporte la primaire républicaine avec 36 % des suffrages devant l'ancien maire de Fresno Jim Patterson (30 %), l'ancien représentant Richard Pombo (en) (21 %) et le conseiller municipal de Fresno Larry Westerlund (13 %). En novembre 2010, il est élu représentant avec 64,6 % des voix face à la démocrate Loraine Goodwin.
Sa circonscription est redécoupée en 2011 et devient le 10e district. Le district, qui s'étend sur le comté de Stanislaus et le sud du comté de San Joaquin, est moins favorable aux républicains,. En 2012, il affronte l'astronaute démocrate José M. Hernández. L'avance du républicain dans les sondages se réduit au début du mois d'octobre et l'élection est considérée comme indécise. Denham est réélu avec 52,7 % des voix. Il est reconduit pour un troisième mandat en 2014 face au démocrate Michael Eggman.
En 2016, il affronte à nouveau Michael Eggman, qui l'attaque pour son soutien à Donald Trump pour l'élection présidentielle. Face aux difficultés de la campagne présidentielle de Trump, Eggman monte dans les intentions de vote, certains sondages donnant même Denham perdant. Alors qu'Hillary Clinton remporte le district, Denham est réélu de trois points.
Lors des élections de 2018, Denham est concurrencé par des candidats démocrates mais également Ted Howze, un républicain qui lui reproche de ne pas être assez conservateur. Le sortant arrive en tête de la primaire mais rassemble moins de 38 % des voix, devant Josh Harder (16 %), Howze (14 %) et Eggman (11 %). Les différents candidats démocrates totalisent 47 % des suffrages. L'élection avec Harder, qui l'attaque notamment pour son opposition à l'Obamacare, est particulièrement serrée. Plus d'une semaine après les élections, alors que des bulletins sont encore comptés, Denham concède sa défaite face à l'avance grandissante du démocrate,

## Positions politiques
Jeff Denham est d'abord partisan d'une ligne dure sur les questions d'immigration (au Sénat et lors de sa première campagne au Congrès). Cependant, après le redécoupage des circonscriptions de 2011, son district devient à 40 % hispanique. En 2013, il annonce son soutien à une réforme de l'immigration permettant à certains immigrés illégaux d'obtenir la citoyenneté américaine. Pour justifier son évolution sur la question, Dunham évoque sa femme Sonia, mexico-américaine.